# شورها (سرده)
شورها (انگلیسی: Halopeplis)، سرده‌ای از تیرهٔ تاج‌خروسیان است. این گیاهان از نوع گیاهان شورپسند هستند، دارای ساقه‌هایی بدون گره و برگ‌هایی گوشتی و ساقه‌درآغوش‌اند. سه گونه در این سرده شناسایی شده که در حوضه مدیترانه، شمال آفریقا، غرب آسیا و آسیای مرکزی پراکنده‌اند.

## ویژگی‌ها
گونه‌های شورها گیاهانی یک‌ساله یا چندساله، علفی، بدون کرک و با ساقه‌هایی بدون گره هستند. برگ‌ها متناوب یا نزدیک به متقابل، گوشتی، بدون کرک، کروی یا تخم‌مرغی‌شکل، بی‌دمبرگ و ساقه‌درآغوش، با پهنک مشخص یا تحلیل‌رفته‌اند.
گل‌آذین به‌شکل سنبله‌ای استوانه‌ای، در بخش‌های بالایی گیاه به‌صورت جانبی یا انتهایی قرار دارد. در گل‌آذین‌هایی با گل‌های سه‌تایی و مارپیچی، گل‌ها در زیربرگک‌های گوشتی جای گرفته‌اند. گل‌ها عمدتاً دوجنسی هستند و در محور گل‌آذین فرورفته‌اند و تا حدی به یکدیگر، به برگک و به محور متصل‌اند. پوشش گل نامشخص و سه‌لوبه، از سه سرگل پیوسته تشکیل شده است. یک یا دو (به‌ندرت سه) پرچم کمی از گل بیرون زده‌اند و تخمدان دارای دو کلاله است.
میوه درون محور گل‌آذین باقی می‌ماند و دیوارهٔ میوه (پریکارپ) غشایی است. بذر تخم‌مرغی‌شکل تا گرد، تخت، با پوششی چرمی، صاف یا پاپیل‌دار است. بذر حاوی رویان نیم‌حلقه‌ای‌شکل، قلاب‌مانند یا خمیده و تخمک (گیاهی) فراوان (بافت غذایی) است.

## پراکنش و زیستگاه
پراکنش سردهٔ شورها از حوضه مدیترانه، شمال آفریقا، غرب آسیا، آسیای مرکزی تا چین (سین‌کیانگ) را در بر می‌گیرد.
این گیاهان شورپسند در خاک‌های نمکی و مرطوب در کناره‌های دریا، کولاب‌ها یا در خشکی در حاشیهٔ دریاچه آب شور و در پهنه‌های گلی شور رشد می‌کنند.

## رده‌بندی
سردهٔ شورها در سال ۱۸۶۶ توسط فرانتس اونگرن-اشترنبرگ توصیف شد. در سال ۱۸۵۷، الکساندر فون بونگه نام Halopeplis را پیشنهاد کرده بود، اما بدون توصیف معتبر. نماد این سرده، Halopeplis nodulosa است که مترادف Halopeplis amplexicaulis به‌شمار می‌رود.
این سرده شامل سه گونه است:
- Halopeplis amplexicaulis (Vahl) Ung. -Sternb. ex Ces. , Pass. & Gibelli: یک‌ساله، زیستگاه آن زمین‌های شور داخلی و دریاچه‌های نمکی در جنوب حوضه مدیترانه و شمال آفریقا.[۳]
- Halopeplis perfoliata (Forssk.) Bunge ex Asch. & Schweinf. با نام فارسی شور یا اشنان:[۷] چندساله، در سواحل دریایی از دریای سرخ، شبه‌جزیره سینا، شبه‌جزیره عربستان تا جنوب‌باختر پاکستان (بلوچستان) یافت می‌شود.[۱]
- Halopeplis pygmaea (Pall.) Bunge ex Ung. -Sternb.: یک‌ساله، در زمین‌های شور داخلی و دریاچه‌های نمکی از قفقاز شمالی، دریای خزر، جنوب عراق، ایران، آسیای مرکزی تا چین (سین‌کیانگ) پراکنده است.[۱]